# بینبنیدا
بینبنیدا (به اسپانیایی: Bienvenida, Badajoz) یک شهرستان در اسپانیا است که در استان باداخس واقع شده‌است.